# Березин, Леонид Васильевич
Леонид Васильевич Березин (ок. 1835 — 1889) — русский дипломат и цензор, этнограф. Действительный статский советник.

## Биография
Родился в Санкт-Петербурге в семье священника и законоучителя Морского корпуса В. Ф. Березина около 1835 года.
В 1853 году окончил Ларинскую гимназию, в 1857 году — отделение восточных языков Санкт-Петербургского университета с степенью кандидата. В июне 1859 года был назначен «студентом» в российское посольство при Порте. В 1861 году был переведён на должность секретаря и драгомана при консульстве в Битоли, а в июле 1862 года послан вице-консулом в Фиуме, где в 1869 году был утверждён в должности консула в Королевстве Хорватия и Славония.
Во время службы в Австрии Л. В. Березин усердно собирал материалы по этнографии и статистике местных славян, опубликовав ряд материалов, увенчавшийся книгой, изданной в Петербурге в 2-х томах: «Хорватия, Славония и Далмация и Военная граница» (Том 1, Том 2). Этот труд, доставивший автору ордена от австрийского, итальянского, сербского и черногорского правительств, был основан, главным образом, на печатных источниках, изданных в Австрии; материал этнографической части был почерпнут Березиным из непосредственного наблюдения народной жизни. 
По семейным обстоятельствам, оставил службу в министерстве иностранных дел и вернулся в Санкт-Петербург, где в 1872 году был назначен младшим цензором Санкт-Петербургского почтамта, а в 1883 году — чиновником особых поручений при Главном управлении по делам печати, с оставлением в прежней должности.
Умер 17 (29) декабря 1889 года в Санкт-Петербурге. Был похоронен на Смоленском православном кладбище.

## Семья
Был женат на графине Мине Сигизмундовне Войкви (Войкффи). У них родились: 15 июня 1878 года — Борис, 7 августа 1879 года — Анатолий (умер младенцем). Третий сын, родившийся 22 марта 1881 года, был снова назван Анатолием. 